# Скуби-Ду! Шалость или сладость
«Скуби-Ду! Шалость или сладость» (англ. Trick Or Treat, Scooby-Doo!) — американский анимационный фильм студии Warner Bros. Animation из франшизы «Скуби-Ду». Трейлер мультфильма вышел 22 августа 2022 года. Премьера в цифровом формате состоялась 4 октября 2022 года, на DVD 18 октября 2022 года.

## Сюжет
После раскрытия своего последнего дела, связанного с Человеком-котом из Непала, «Мистическая корпорация» прослеживает костюм Человека-кота и костюмы из их предыдущих дел до модельера Коко Диабло и добивается ее ареста. Поначалу банда в восторге от того, что убрала дизайнера всех костюмов монстров, но Фред Джонс вскоре находит их жизнь скучной, поскольку они вынуждены браться за тусклые дела без преступников, замаскированных под монстров.

## Роли озвучивали
| Актёр                 | Персонаж                                                           |
| --------------------- | ------------------------------------------------------------------ |
| Фрэнк Уэлкер          | Скуби-Ду / Фред Джонс / Руди / Граф Нефарио                        |
| Мэттью Лиллард        | Шэгги Роджерс / Крэггли / Капитан Катлер                           |
| Грей Делайл           | Дафни Блейк / Дейзи / Мушкетер 1 / Олив                            |
| Кейт Микуччи          | Велма Динкли / Хельга                                              |
| Мирна Веласко         | Коко Диабло                                                        |
| Ди Брэдли Бейкер      | Эстебан / Мистер Уиклс / Человек-кот                               |
| Джефф Беннетт         | Шейди Гай / Чарли Хамдрам / Хэнк                                   |
| Энтони Кэрриган       | Тревор Глум / фермера                                              |
| Эрин Фицджералд       | Библиотечный ребёнок / Девочка-супергерой / Мушкетер 2             |
| Дэвид Лодж            | Надзиратель Коллинз / Гарри Гипнотизера / инспектора               |
| Лара Джилл Миллер     | Подросток в костюме заключенного / Мальчик-супергерой / Мушкетер 3 |
| Кэнди Мило            | Тюремная женщина / Ребенок-динозавр / Ребенок-монстр               |
| Джанель Рэгдолл       | Библиотекарь / Супербой                                            |
| Кевин Майкл Ричардсон | Шериф / Генри Баскомб / Призрак на 10 000 Вольт                    |